# Лалич, Михайло
Миха́йло Ла́лич (серб. Михаило Лалић, 7 октября 1914, Трепча (Черногория) — 30 декабря 1992, Белград) — сербский писатель, сценарист и журналист. Член Сербской академии наук и искусств с 1968 года, член Черногорской академии наук и искусств с 1973 года. Герой Социалистического труда СФРЮ.

## Биография
Родился в крестьянской семье. Рано осиротел. После окончания средней школы, с 1933 года изучал право в Белградском университете. С 1934 года стал публиковать в сербской печати очерки, критические статьи, рассказы и новеллы. Помимо юриспруденции, журналистики и литературы увлекся политикой — стал посещать заседания кружка, изучающего работы Маркса и Ленина. С 1936 — член Союза коммунистов Югославии. Будучи одним из самых активных членов коммунистического движения, неоднократно арестовывался. Возвращаясь на свободу, журналист и писатель Лалич не раскаивался, а продолжал сотрудничать с социалистической прессой. Все эти годы (1934—1940) Лалич позже назовет «литературным ученичеством».
После начала Второй мировой войны, вернулся в Черногорию и примкнул к партизанскому движению. В 1942 году, потеряв связь со своим отрядом, Лалич попал в плен к четникам, передавших его в руки немецкого гестапо. Выдержав все пытки в городской тюрьме Колашина и не выдав боевых товарищей, писатель был сослан для отбывания тюремного заключения в греческие Салоники. В Греции Лаличу удалось бежать из-под стражи и присоединиться к греческому Народно-освободительному движению. Через какое-то время писатель снова возвращается на родину, продолжая воевать против оккупантов с оружием в руках.
После окончания войны сотрудничал с сербскими журналами и газетами, затем полностью посвятил себя литературе, переехав из Черногории в Белград. Некоторое время жил и работал в Париже, затем снова вернулся на Балканы, попеременно живя и работая то в сербском Белграде, то в черногорском Херцег-Нови. Избирался членом Сербской академии наук и искусств с 1968 года и членом Черногорской академии наук и искусств с 1973 года. Член ЦК Союза коммунистов Югославии (1986—1990).

## Творчество
М. Лалич — центральная фигура в литературе Сербии и Черногории 1950—1970-х годов.
Автор произведений о борьбе балканских народов с фашизмом во время Второй мировой войны, прославляющих мужество и героизм черногорцев и сербов. Книги Лалича наполнены трагизмом военных лет, написаны без пафоса и героизма, а с некой долей обреченности и восприятия тех событий, как должного, ибо он сам прошел сквозь такие испытания.
В 1946—1986 годах по сценариям Лалича было снято около 7 художественных и документальных фильмов.
За своё творчество Лалич неоднократно удостаивался литературных премий у себя в стране и за рубежом. Его произведения, кроме языков югославских народов, переводились и на другие иностранные языки (русский, болгарский, польский, чешский, словацкий, румынский, литовский, английский, немецкий, датский), а за вклад в искусство и литературу писателя в 1967 году приняли в члены Сербской академии наук и искусств.

## Избранные произведения
Автор двенадцати художественных романов, наиболее известными являются:
- «Свадьба»,
- «Злая весна»,
- «Лелейская гора»,
- «Разрыв»,
- «Клочья тьмы»,
- «Облава»,
- сборники новелл
  - «Разведка»,
  - «Гости»,
  - «Последняя высота» и другие.

## Награды
- Орден Героя социалистического труда
- Орден Братства и единства (1962)
- Орден «За заслуги перед народом» (1974)
- Орден Югославского флага с лентой (1974)
- Орден Партизанская память
- Премия журнала НИН за книгу «Ратна срећа» (1973)
- Первый лауреат премии им. Негоша (1963)
- Премия Антифашистского веча народного освобождения Югославии (1967)
- Премия «13 июля» (1970 и 1974)